# Jamaica Labour Party
De Jamaica Labour Party is een van de twee grote politieke partijen in Jamaica. De JLP kan het best gekarakteriseerd worden als een centrumrechtse partij. De JLP staat vanouds voor een prowesterse, liberale koers.
Zijn tegenhanger, de People's National Party (PNP) is een sociaaldemocratische  partij, die in de jaren 70 een socialistische weg bewandelde. 
De JLP werd in 1943 opgericht door Alexander Bustamante als onderdeel van de vakcentrale Bustamante Industriële Vakbond. In 1962 werd Bustamante premier (tot 1967). Andere JLP-premiers waren: Donald Sangster (1967); Hugh Shearer (1967-1972) en Edward Seaga (1980-1989).
Bij de verkiezingen van 16 oktober 2002 behaalde de partij 47,2% van de stemmen, goed voor 26 zetels in 60 zetels tellende parlement. In 2004 werd Edward Seaga (hij was van 1972 tot 2004 partijleider) als partijleider opgevolgd door Bruce Golding.
De verkiezingen in augustus 2007 zijn door Bruce Golding van de Jamaica Labour Party gewonnen, zodat de JLP voor het eerst sinds 1989 weer regeert op het eiland.